# Cosmosoma albifrons
Cosmosoma albifrons är en fjärilsart som beskrevs av Paul Dognin 1913. Cosmosoma albifrons ingår i släktet Cosmosoma och familjen björnspinnare. Inga underarter finns listade i Catalogue of Life.